# Costante di Carter
La costante di Carter è una costante del moto relativa al moto attorno ai buchi neri nella formulazione della gravità secondo la teoria della relatività generale. Derivata nel 1968 dal fisico teorico australiano Brandon Carter per un buco nero rotante e dotato di carica, la costante di Carter fornisce, assieme all'energia, al momento angolare e alla massa a riposo di una particella, le quattro quantità necessarie a determinare univocamente tutte le orbite in uno spaziotempo di Kerr-Newman, comprese quelle di particelle cariche.
L'importanza della costante di Carter è dovuta al fatto che conseguenza della sua esistenza è il fatto che l'equazione geodetica nello spaziotempo di Kerr risulta completamente integrabile, ossia risolvibile in termini di quadrature, vale a dire attraverso il calcolo di un numero finito di integrali e inversioni di funzioni. In termini pratici, lo studio della costante di Carter risulta quindi essere un utile strumento nell'analisi del moto di piccoli buchi neri attorno a buchi neri più massicci, ossia di quei sistemi binari di buchi neri in cui il rapporto tra le masse dei corpi coinvolti è molto alto e che generano onde gravitazionali.

## Formulazione
In uno studio del 1968, Carter osservò che l'hamiltoniana del moto nello spaziotempo di Kerr in coordinate di Boyer-Lindquist è separabile e che quindi si possono facilmente identificare le costanti di tale moto utilizzando la teoria di Hamilton-Jacobi. La costante di Carter può essere scritta come:
{\displaystyle C=p_{\theta }^{2}+\cos ^{2}\theta {\Bigg (}a^{2}(m^{2}-E^{2})+\left({\frac {L_{z}}{\sin \theta }}\right)^{2}{\Bigg )}},
dove {\displaystyle p_{\theta }} è la componente latitudinale del momento della particella, {\displaystyle E} la sua energia, {\displaystyle L_{z}} il suo momento angolare, {\displaystyle m} la sua massa a riposo e {\displaystyle a} è il momento angolare per unità di massa del buco nero, detto anche momento angolare specifico.
Poiché le funzioni delle quantità conservate sono esse stesse costanti, ogni funzione di {\displaystyle C} e delle altre tre costanti di moto può essere utilizzata come quarta costante in luogo di {\displaystyle C}. Ciò porta ad un po' di confusione circa la forma della costante di Carter. Ad esempio, in alcuni casi è più comodo usare la seguente forma:
{\displaystyle K=C+(L_{z}-aE)^{2}}
in luogo di {\displaystyle C}, in quanto la quantità {\displaystyle K} è sempre non negativa. In generale, con "costante di Carter" ci si può riferire ad ogni quarta costante di moto nella famiglia degli spaziotempi di Kerr.

## Generazione da un tensore di Killing
Il teorema di Noether stabilisce che tutte le quantità conservate sono collegate alle simmetrie spaziotemporali. La costante di Carter è correlata a una simmetria di ordine superiore della metrica di Kerr generata da un campo tensoriale di Killing del secondo ordine, {\displaystyle K} (che non è lo stesso {\displaystyle K} precedentemente utilizzato). La costante risulta quindi:
{\displaystyle C=K^{\mu \nu }u_{\mu }u_{\nu }},
dove {\displaystyle u} è la quadrivelocità del moto della particella. Le componenti del tensore di Killing in coordinate di Boyer-Lindquist sono:
{\displaystyle K^{\mu \nu }=2\Sigma \ l^{(\mu }n^{\nu )}+r^{2}g^{\mu \nu }},
dove {\displaystyle g^{\mu \nu }} sono le componenti del tensore metrico e {\displaystyle l^{\mu }} e {\displaystyle n^{\nu }} sono le componenti dei vettori nulli principali:
{\displaystyle l^{\mu }=\left({\frac {r^{2}+a^{2}}{\Delta }},1,0,{\frac {a}{\Delta }}\right)}
{\displaystyle n^{\nu }=\left({\frac {r^{2}+a^{2}}{2\Sigma }},-{\frac {\Delta }{2\Sigma }},0,{\frac {a}{2\Sigma }}\right)}
con
{\displaystyle \Sigma =r^{2}+a^{2}\cos ^{2}\theta \ ,\ \ \Delta =r^{2}-r_{s}\ r+a^{2}}.

## Limite di Schwarzschild
La simmetria sferica della metrica di Schwarzschild per buchi neri non rotanti permette di ridurre il problema del calcolo della traiettoria delle particelle a sole tre dimensioni. In questa si ha quindi solo bisogno di {\displaystyle E}, {\displaystyle L_{z}} ed {\displaystyle m} per determinare il moto di una particella, mentre la costante di Carter si può scrivere come:
{\displaystyle C=p_{\theta }^{2}+\left({\frac {L_{z}}{\sin \theta }}\right)^{2}}.
Attraverso una rotazione di coordinate, ogni orbita può essere posta nel piano {\displaystyle \theta =\pi /2}, così che {\displaystyle p_{\theta }=0}. In questo caso, {\displaystyle C=L_{z}^{2}}, ossia al quadrato del momento angolare orbitale.